# (36679) 2000 QH231
2000 QH231 (asteroide 36679) é um asteroide da cintura principal. Possui uma excentricidade de 0.10069860 e uma inclinação de 3.16641º.
Este asteroide foi descoberto no dia 29 de agosto de 2000 por LINEAR em Socorro.